# Sonate en sol mineur de Smetana
La Sonate en sol mineur est l'unique sonate pour piano de Bedřich Smetana. Composée en 1846, cette imposante sonate comporte quatre mouvements.

## Analyse de l'œuvre
1. Sostenuto - Allegro
2. Adagio
3. Scherzo vivace
4. Finale: Molto vivace

La durée d'exécution est d'environ trente minutes